# Theater der Ruthenischen Konversationsgesellschaft
Das Theater der Ruthenischen Konversationsgesellschaft (ukrainisch Театр товариства Руська Бесіда) war das erste professionelle ukrainische Tourneetheater.

## Geschichte

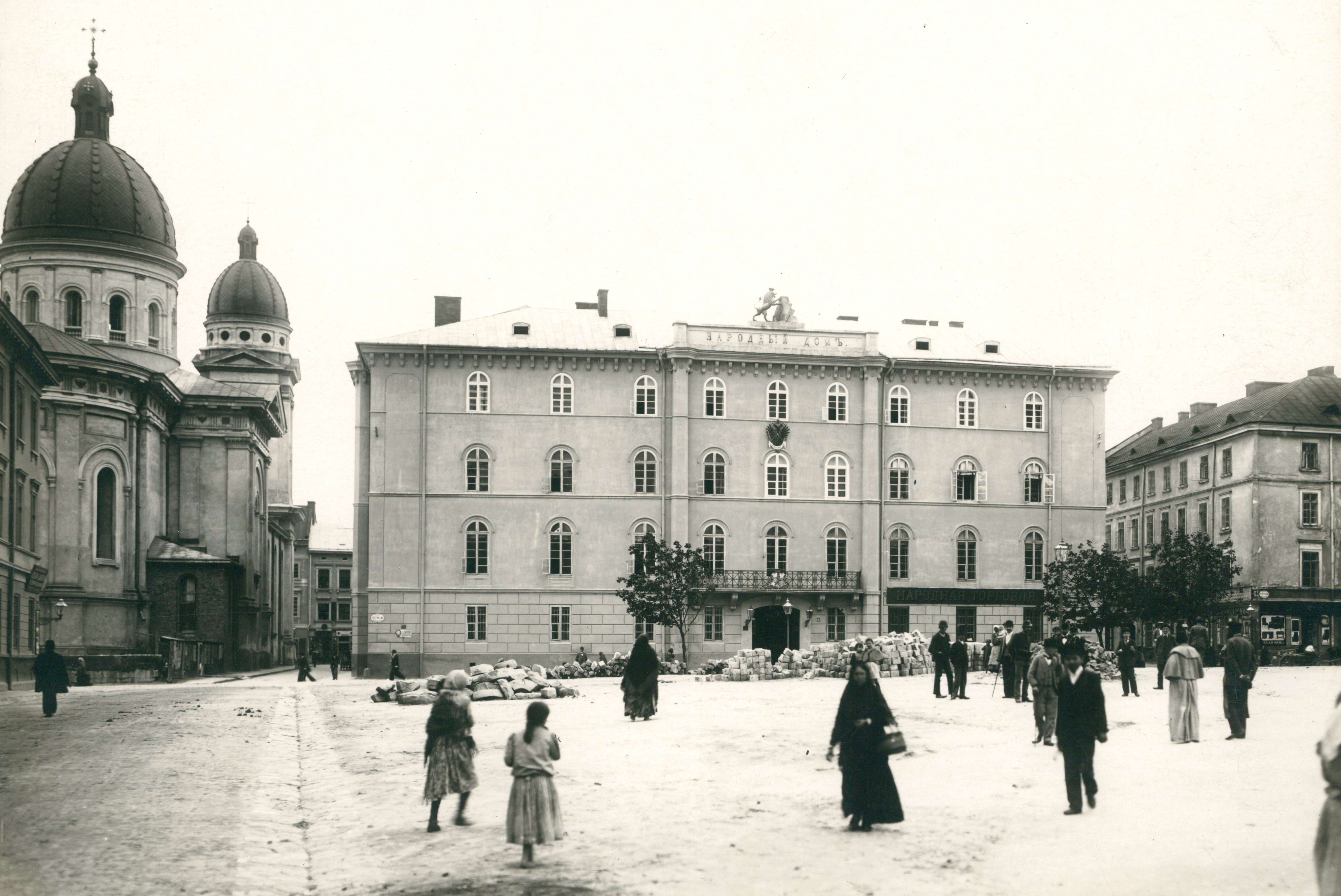
Volkshaus in Lwiw (1894)

1862 wurde im Volkshaus in Lemberg (heute Lwiw) die Ruthenische Konversationsgesellschaft gegründet. Sie entstand mit dem Ziel, das gesellschaftliche Leben der gebildeten Schicht der galizischen Ruthenen wiederzubeleben. Der Initiator ihrer Gründung war der Justizberater und spätere Vizemarschall des galizischen Landtags Julian Lawriwskyj. 1861 verfasste er einen Artikel für die Zeitung Slowo mit dem Titel Projekt zur Errichtung eines ruthenischen Theaters in Lemberg, in dem er schrieb:

„Wenn wir wollen, dass unsere Sprache im Bereich der schrittweisen Entwicklung gedeiht, müssen wir sicherstellen, dass sie immer mehr der Öffentlichkeit zugänglich gemacht wird, und unter diesem Gesichtspunkt glauben wir, dass die Gründung eines ruthenischen Theaters in Lemberg die beste Hilfe wäre.“

Seiner Meinung nach würde „das Theater die Geschichten der Vergangenheit lehren, die Liebe zum Land der Vorfahren beibringen und die Zuneigung für Poesie und Kunst wecken.“ Es wurde vom damaligen Metropolit Hryhorij Jachymowytsch unterstützt. Zunächst wurde an den galizischen Landtag appelliert, einen Tag pro Woche im Skarbek-Theater in Lemberg für Aufführungen in ruthenischer Sprache einzuplanen. Als dies nicht das erwartete Ergebnis brachte, beschlossen sie, ein professionelles Theater zu gründen. Die Gesellschaft gründete ein eigenes Theaterkomitee, dem Julian Lawriwskyj, der Schriftsteller Jewhen Sharskyj und der Architekt Sylwestr Hawryschkewytsch angehörten. Das Komitee begann, Spenden für die Gründung des Theaters zu sammeln und einen Leiter dafür zu suchen.

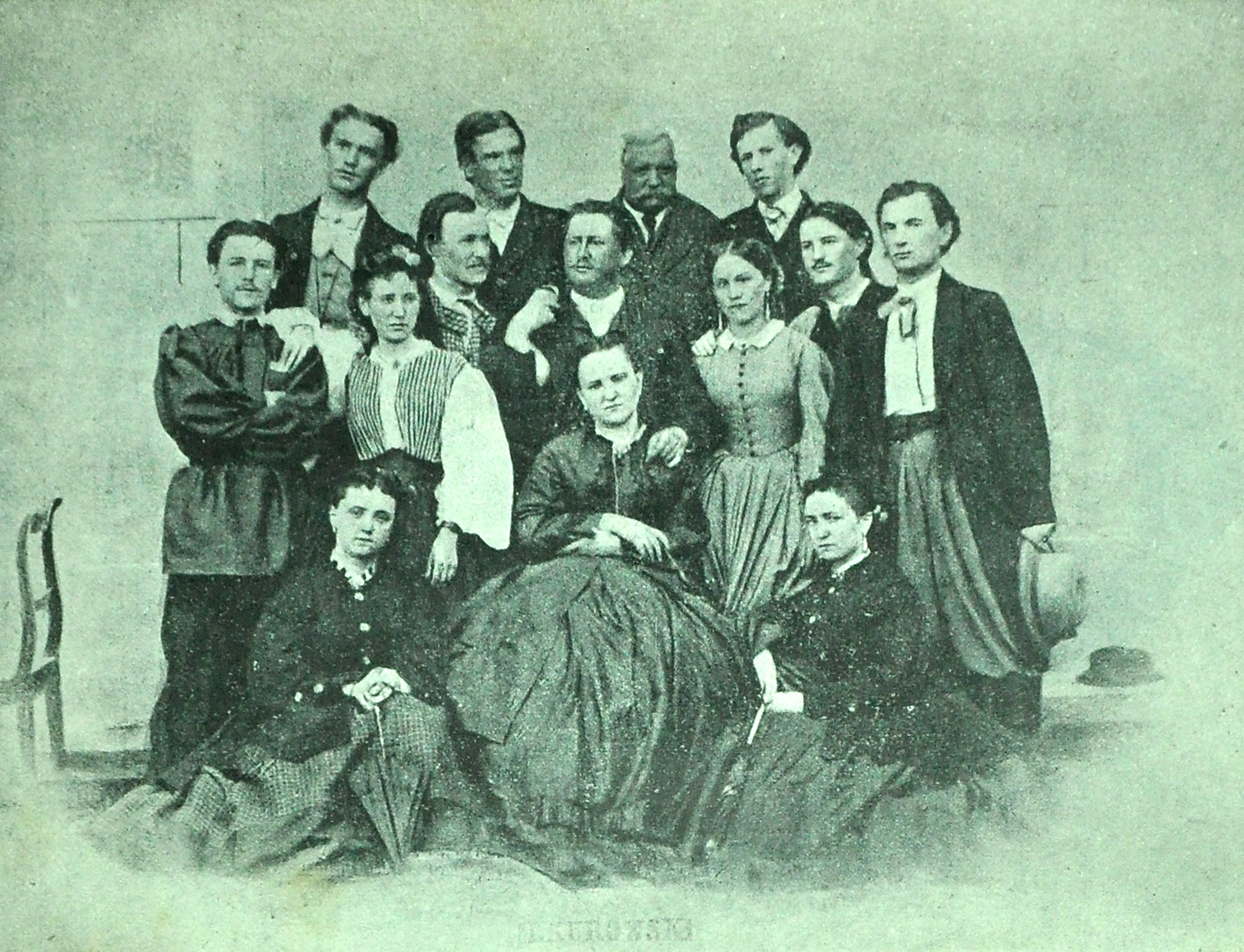
Erstes Ensemble des Theaters der Ruthenischen Konversationsgesellschaft (1864)

Im Januar 1864 wurde der Galizier Omeljan Batschynskyj, der am Theater in Schytomyr arbeitete, Direktor des neuen Theaters. Der weibliche Teil des Ensembles wurde von seiner Ehefrau Teofilija geleitet. Die Eröffnung des Theaters fand am 29. März 1864 im Volkshaus in Lemberg statt. Es erschienen militärische, weltliche und geistliche Würdenträger, wie Alexander von Mensdorff-Pouilly, dem Gouverneur Galiziens. Der Akademiker Lonhyn Butschazkyj, der später Berater des obersten Gerichtshofs in Wien wurde, hielt die Eröffnungsrede. Das Orchester spielte eine Sinfonie von Mychajlo Werbyzkyj und danach begann die Aufführung des dreiaktigen Melodrams Marussja von Hryhorij Kwitka-Osnowjanenko. Zwischen den einzelnen Akten spielte das Orchester die Ouvertüre aus Halka, eine Ouvertüre von Anton Emil Titl und eine Arie aus der Oper Attila von Giuseppe Verdi. Da die Karten für die Uraufführung nach einem Tag vergriffen waren, wiederholte das Theater wenige Tage später die Aufführung von Marussja.
Unter der Leitung Batschynskyjs führte das Theater der Ruthenischen Konversationsgesellschaft vom 29. März bis 21. Juli 22 Vorstellungen in Lemberg auf. Zu den aufgeführten ukrainischen Originalwerken gehörten Marussja und Swatannja na Hontschariwzi von Hryhorij Kwitka-Osnowjanenko, Natalka Poltawka und Moskal-tschariwnyk von Iwan Kotljarewskyj und Nasar Stodolja von Taras Schewtschenko. Von galizischen Autoren wurden Stücke von Rudolf Moch, Iwan Huschalewytsch und Iwan Naumowytsch  inszeniert. Danach tourte das Theater durch Kolomyja, Stanyslawiw und Czernowitz und kehrte am 10. Oktober nach Lemberg zurück. Ende 1864 unternahm es eine Tournee nach Sambir und Przemyśl. Das Repertoire wurde mit neuen Stücken ergänzt, darunter den Dramen von August von Kotzebue, Alexander Puschkin und Władysław Ludwik Anczyc. Weitere Tourneen fanden auch in der Bukowina und im Russischen Kaiserreich statt. Das Theater der Ruthenischen Konversationsgesellschaft war maßgeblich an der Entwicklung des modernen Theaters in der gesamten Ukraine beteiligt.
Am 24. April fand 1866 im galizischen Landtag auf Lawriwskyjs Vorschlag hin eine Sitzung zur Genehmigung einer regionalen Subvention für das Theater der Ruthenischen Konversationsgesellschaft statt. Der polnische Vorsitzende des Landtags Mikołaj Zyblikiewicz war dagegen. Aufgrund fehlender Mittel kam es häufig zu Streitigkeiten zwischen Batschynskyj und der Geschäftsführung der Ruthenischen Konversationsgesellschaft. Im Sommer 1867 tourte die Truppe in Ternopil, Stanyslawiw, Stryj und dem Jahrmarkt in Ulaschkiwzi. Im Oktober löste Batschynskyj seine Truppe auf und reiste zusammen mit seiner Ehefrau und mehreren Angestellten des Theaters nach Kamjanez-Podilskyj, wo ihm die Leitung des örtlichen Theaters versprochen wurde.

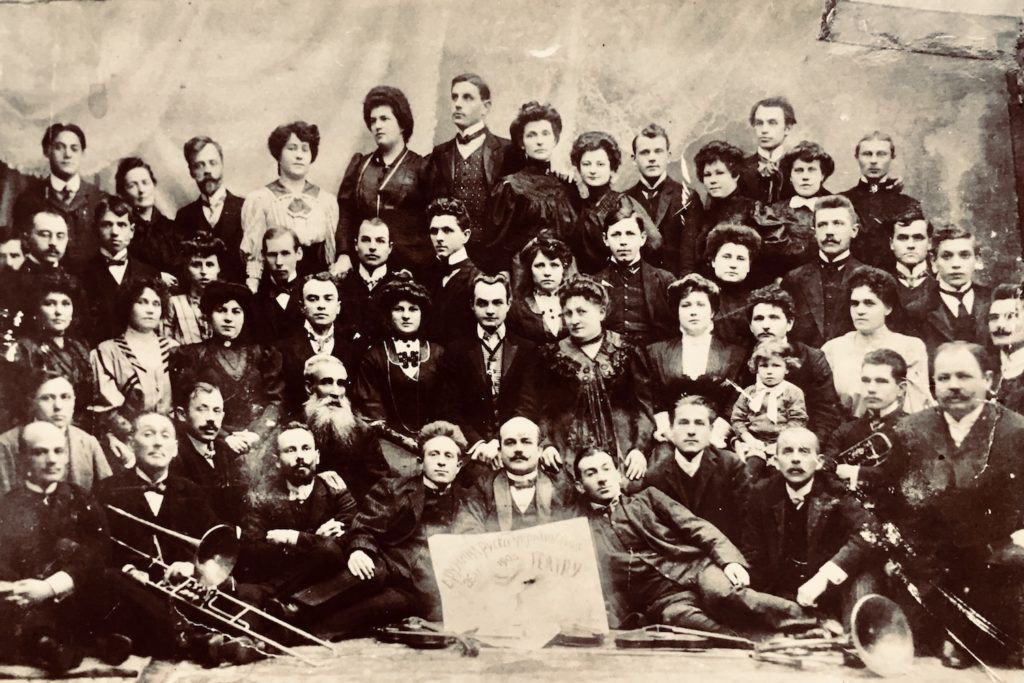
Ensemble des Theaters (1908)

1868 fanden im Volkshaus in Lemberg mehrere Amateuraufführungen statt, die von einem ehemaligen Mitglied der Truppe von Batschynskyjs Ehefrau organisiert wurden. 1869 gründete Antin Molenzkyj ein neues Theater der Ruthenischen Konversationsgesellschaft, das er bis 1873 leitete. In diesen Jahren kam es zu einem Konflikt um das Theater zwischen den Ukrainophilen und den Russophilen, die das Volkshaus verwalteten. Sie stellten dem Theater kostenlos einen großen Saal zur Verfügung, verlangten aber im Gegenzug eine Änderung des Repertoires und der Sprache der Aufführungen. In polnischen Zeitungen wurde dem Theater die Förderung der Russophilie vorgeworfen. Das Theater verließ Lemberg nach 18 Vorstellungen. Seit 1869 erhielt das Theater der Ruthenischen Konversationsgesellschaft vom galizischen Landtag einen jährlichen finanziellen Zuschuss in Höhe von 3000 Rheinischen Gulden (Rfl.).
1874 wurde das Theater an Teofilija Roschankowska übergeben, die die Direktion bis 1880 leitete. Bis 1889 übernahmen die Künstler Iwan Hrynewezkyj und Iwan Biberowytsch die Leitung. Der galizische Landtag erhöhte die Subvention für das Theater auf 7000 Rfl. Hrynewezkyj starb 1889 und Biberowytsch leitete das Theater bis 1892. Die Ruthenische Konversationsgesellschaft beschloss das Theater selbst zu leiten und ernannte Verwalter, die innerhalb von sieben Jahren 13 Mal wechselten. Laut dem Kolumnisten Stepan Tscharnezkyj war das Repertoire des Theaters von 1906 bis 1913 ein Abdruck und eine Nachahmung polnischer Szenen und die Neuigkeit war die Einführung von Opernaufführungen.
1916 wurde die Gesellschaft des Theaters in Ukrainische Konversationsgesellschaft umbenannt. Mit Beginn des Ersten Weltkriegs stellte das Theater seine Tätigkeit ein. Die Mitglieder seiner Besetzung bildeten den Kern neuer Theaterkollektive, darunter das Theater der Ukrainischen Legion, das von 1916 bis 1918 den Namen Theater der Ukrainischen Konversationsgesellschaft verwendete, und Les Kurbas Ternopiler Theaterabende. Nach dem Krieg wurde es als ansässiges Theater in Lwiw von Bronyslaw Owtscharskyj und Oleksandr Saharow geführt. Im Juli 1924 stellte die Konversationsgesellschaft aufgrund schwieriger finanzieller Verhältnisse die Unterstützung des Theaters ein und es hörte auf zu existieren.

## Bekannte Ensemblemitglieder
- Teofilija Batschynska (1837–1906), ukrainische Schauspielerin
- Jossyp Hirnjak (1895–1989), ukrainisch-amerikanischer Schauspieler und Theaterregisseur
- Maria Hrebinetska (1883–1972), ukrainisch-amerikanische Opernsängerin und Musikpädagogin
- Marija Kruschelnyzka (1876–1935), ukrainisch-sowjetische Schauspielerin, Schriftstellerin und Publizistin
- Filomena Lopatynska (1873–1940), sowjetisch-ukrainische Schauspielerin und Opernsängerin
- Marija Romanowytsch (1852–1933), ukrainische Schauspielerin und Operettensängerin.
- Teofila Romanowytsch (1842–1924), ukrainische Theaterschauspielerin
- Kateryna Rubtschakowa (1881–1919), ukrainische Schauspielerin und Opernsängerin
- Mykola Sadowskyj (1856–1933), ukrainischer Theaterschauspieler, Regisseur und Sänger
- Sofija Stadnykowa (1888–1959), sowjetisch-ukrainische Schauspielerin und Opernsängerin
- Eleonora Stetschynska (1852–1924), ukrainische Schauspielerin